# 勒沃迪乌
勒沃迪乌（法語：Le Vaudioux，法語發音：[lə vodju]）是法国汝拉省的一个市镇，属于隆斯勒索涅区。

## 地理
勒沃迪乌（46°41'35"N, 5°55'27"E）面积6.01 平方千米，位于法国勃艮第-弗朗什-孔泰大區汝拉省，该省份为法国东部内陆省份，北起上索恩省，西北接科多尔省，西临索恩-卢瓦尔省，南至安省，东与杜省和瑞士接壤。
与勒沃迪乌接壤的市镇（或旧市镇、城区）包括：锡兹、沙泰尔讷夫、绍德克罗特奈、皮莱穆万、锡亚姆。
勒沃迪乌的时区为UTC+01:00、UTC+02:00（夏令时）。

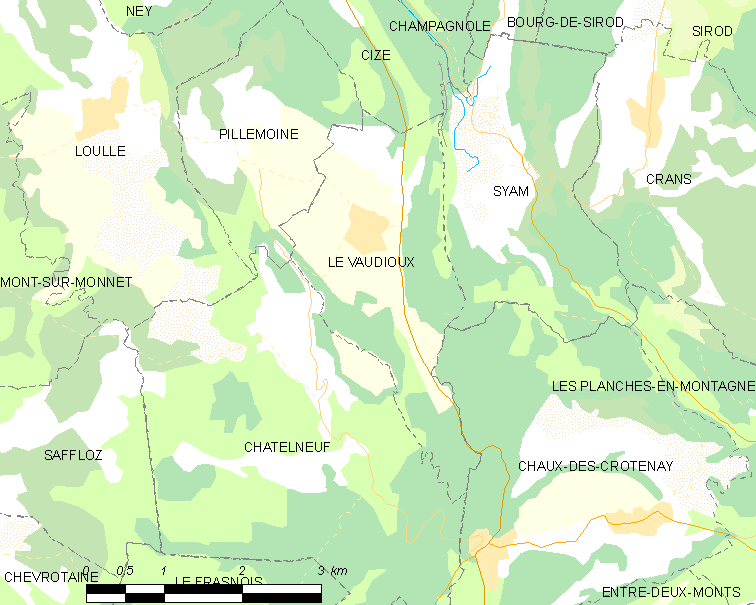
勒沃迪乌的OSM定位图

## 行政
勒沃迪乌的邮政编码为39300，INSEE市镇编码为39545。

## 政治
勒沃迪乌所属的省级选区为尚帕尼奥勒县。

## 人口

1962-2008年间勒沃迪乌人口变化图示

勒沃迪乌于2022年1月1日时的人口数量为166人。